# Mistrzostwa Świata w Biathlonie 2013 – sztafeta mężczyzn
Sztafeta mężczyzn na Mistrzostwach Świata w Biathlonie 2013 odbyła się 16 lutego w Nowym Mescie.

## Wyniki[1]
| Miejsce | Nr | Zespół                                                                                                  | Strzały (L+L+S+S)                       | Czas                                      | Strata  |
| ------- | -- | --- | --------------------------------------- | ----------------------------------------- | ------- |
| 1       | 3  | Norwegia · Ole Einar Bjørndalen · Henrik L’Abée-Lund · Tarjei Bø · Emil Hegle Svendsen                  | 0+2 0+3 0+1 0+2 0+0 0+0 0+1 0+0 0+0 0+1 | 1:15:39.0 18:34.9 18:50.2 18:52.4 19:21.5 |         |
| 2       | 1  | Francja · Simon Fourcade · Jean-Guillaume Béatrix · Alexis Bœuf · Martin Fourcade                       | 0+0 0+7 0+0 0+3 0+0 0+1 0+0 0+2         | 1:16:51.8 18:58.8 19:10.4 19:35.3 19:07.3 | +1:12.8 |
| 3       | 5  | Niemcy · Simon Schempp · Andreas Birnbacher · Arnd Peiffer · Erik Lesser                                | 0+0 2+3 0+0 0+0 0+0 2+3                 | 1:16:57.5 18:30.8 18:54.6 19:08.7 20:23.4 | +1:18.5 |
| 4       | 2  | Rosja · Anton Szypulin · Jewgienij Ustiugow · Jewgienij Garaniczew · Dmitrij Małyszko                   | 0+1 2+6 0+0 0+1 0+0 2+3 0+1 0+1         | 1:17:03.1 18:35.2 18:59.1 20:13.6 19:15.2 | +1:24.1 |
| 5       | 4  | Austria · Simon Eder · Daniel Mesotitsch · Christoph Sumann · Dominik Landertinger                      | 0+0 0+5 0+0 0+0 0+0 0+2 0+0 0+1 0+0 0+2 | 1:17:17.9 18:37.5 19:11.0 19:53.0 19:36.4 | +1:38.9 |
| 6       | 8  | Czechy · Michal Šlesingr · Ondřej Moravec · Jaroslav Soukup · Michal Krčmář                             | 0+3 0+6 0+0 0+1 0+2 0+2 0+1 0+2 0+0 0+1 | 1:18:29.1 18:34.8 19:34.1 20:05.1 20:15.1 | +2:50.1 |
| 7       | 11 | Włochy · Christian De Lorenzi · Dominik Windisch · Christian Martinelli · Lukas Hofer                   | 0+3 1+6 0+0 1+3 0+2 0+0 0+1 0+1 0+0 0+2 | 1:18:43.9 19:50.2 19:19.9 20:18.2 19:15.6 | +3:04.9 |
| 8       | 19 | Kanada · Jean-Philippe Leguellec · Scott Gow · Nathan Smith · Scott Perras                              | 0+4 0+5 0+1 0+1 0+2 0+1 0+1 0+0 0+0 0+3 | 1:18:44.7 18:54.9 20:22.4 19:41.1 19:46.3 | +3:05.7 |
| 9       | 15 | Bułgaria · Michaił Kleczerow · Mirosław Kenanow · Władimir Iliew · Krasimir Anew                        | 0+2 0+3 0+1 0+0 0+0 0+1 0+1 0+1 0+0 0+1 | 1:80:50.6 19:07.0 20:15.7 19:39.4 19:48.5 | +3:11.6 |
| 10      | 9  | Słowacja · Dušan Šimočko · Pavol Hurajt · Matej Kazár · Miroslav Matiaško                               | 0+5 0+4 0+1 0+0 0+1 0+2 0+2 0+1 0+1 0+1 | 1:19:06.8 19:23.2 19:52.0 19:22.0 20:29.6 | +3:27.8 |
| 11      | 6  | Szwecja · Carl Johan Bergman · Björn Ferry · Tobias Arwidson · Fredrik Lindström                        | 0+6 1+4 0+2 1+3 0+1 0+1 0+2 0+0 0+1 0+0 | 1:19:26.7 19:42.0 19:32.2 20:19.1 19:53.4 | +3:47.7 |
| 12      | 13 | Stany Zjednoczone · Lowell Bailey · Tim Burke · Russell Currier · Leif Nordgren                         | 0+3 0+9 0+0 0+3 0+2 0+2 0+0 0+1 0+1 0+3 | 1:19:40.8 19:13.2 19:47.8 20:21.4 20:18.4 | +4:01.8 |
| 13      | 10 | Słowenia · Peter Dokl · Klemen Bauer · Janez Marič · Jakov Fak                                          | 0+5 1+6 0+3 0+1 0+0 1+3 0+2 0+2 0+0 0+0 | 1:19:54.0 19:41.3 20:13.3 20:46.8 19:12.6 | +4:15.0 |
| 14      | 7  | Ukraina · Serhij Semenow · Andrij Deryzemla · Artem Pryma · Serhij Sedniew                              | 0+4 1+4 0+2 0+0 0+0 0+0 0+2 0+1 0+0 1+3 | 1:20:06.1 19:12.5 19:13.1 20:27.0 21:13.5 | +4:27.1 |
| 15      | 14 | Białoruś · Jauhienij Abramienka · Siarhiej Nowikau · Uładzimir Czapielin · Alaksandr Babczyn            | 0+0 1+8 0+0 1+3 0+0 0+1 0+0 0+2         | 1:20:39.5 20:05.1 19:43.8 20:11.6 20:39.0 | +5:00.5 |
| 16      | 17 | Estonia · Kauri Kõiv · Indrek Tobreluts · Roland Lessing · Daniil Steptšenko                            | 0+5 0+4 0+1 0+2 0+1 0+1 0+0 0+0 0+3 0+1 | 1:21:01.8 19:41.7 19:54.0 20:15.2 21:10.9 | +5:22.8 |
|         | 25 | Chiny · Chen Haibin · Ren Long · Li Zhonghai · Li Xuezhi                                                | 0+2 2+8 0+0 0+1 0+2 0+1 0+0 0+3 0+0 2+3 | LAP 19:34.1 20:19.6 20:29.6               |         |
|         | 12 | Szwajcaria · Ivan Joller · Benjamin Weger · Claudio Böckli · Mario Dolder                               | 0+4 3+8 0+1 0+1 0+0 0+1 0+2 0+3 0+1 3+3 | LAP 19:31.0 19:39.7 20:32.7               |         |
|         | 23 | Rumunia · Remus Faur · Ștefan Gavrilă · Roland Gerbacea · Cornel Puchianu                               | 0+7 0+8 0+3 0+1 0+3 0+3 0+0 0+3 0+1 0+1 | LAP 20:36.4 20:45.5 20:59.3               |         |
|         | 16 | Kazachstan · Aleksandr Czerwiakow · Jan Sawicki · Siergiej Naumik · Dias Keneszew                       | LAP 20:55.3 20:15.8 20:45.3             | 0+1 0+3 0+0 0+1 0+1 0+1 0+0 0+1 0+0 0+0   |         |
|         | 21 | Finlandia · Ahti Toivanen · Jarkko Kauppinen · Mika Kaljunen · Ville Simola                             | 0+5 1+4 0+0 1+3 0+1 0+1 0+3 0+0 0+1 0+0 | LAP 20:08.3 20:23.4 21:33.7               |         |
|         | 24 | Łotwa · Edgars Piksons · Andrejs Rastorgujevs · Rolands Pužulis · Oskars Muižnieks                      | 2+6 0+3 0+1 0+1 0+1 0+2 0+1 0+0 2+3 0+0 | LAP 20:06.1 19:21.0 21:25.4               |         |
|         | 22 | Wielka Brytania · Lee-Steve Jackson · Kevin Kane · Pete Beyer · Marcel Laponder                         | 0+3 0+3 0+3 0+2 0+0 0+0 0+0 0+1 0+0 0+0 | LAP 20:37.2 20:32.3 21:40.5               |         |
|         | 28 | Korea Południowa · Jun Je-uk · Lee In-bok · Lee Su-young · Kim Yong-gyu                                 | 0+5 1+5 0+2 0+1 0+0 0+0 0+1 0+1 0+2 1+3 | LAP 20:09.0 21:02.0 21:38.8               |         |
|         | 26 | Litwa · Tomas Kaukėnas · Karol Dombrovski · Karolis Zlatkauskas · Aleksandr Lavrinovič                  | 0+6 3+9 0+1 0+2 0+0 1+3 0+2 2+3 0+3 0+1 | LAP 19:13.8 21:16.0 22:28.8               |         |
|         | 18 | Japonia · Junji Nagai · Hidenori Isa · Shō Wakamatsu · Ryō Maeda                                        | 0+4 2+9 0+1 0+0 0+1 0+3 0+0 0+3 0+2 2+3 | LAP 19:15.1 21:19.5 21:50.8               |         |
|         | 27 | Serbia · Damir Rastić · Emir Hrkalović · Milanko Petrović · Edin Hodžić                                 | 1+5 1+5 0+2 0+2 0+0 0+0 1+3 1+3 0+0 0+0 | LAP 21:02.9 21:18.7 21:44.2               |         |
|         | 20 | Polska · Łukasz Szczurek · Adam Kwak · Krzysztof Pływaczyk · Łukasz Słonina                             | 0+3 4+9 0+0 3+3 0+2 0+2 0+0 0+1 0+1 1+3 | LAP 21:15.0 21:31.5 20:30.6               |         |
|         | 29 | Hiszpania · Samuel Pulido Serrano · Víctor Lobo Escolar · Manuel Fernández Musso · Pedro Quintana Arias | 1+4 3+3 0+1 0+0 0+0 0+0 1+3 3+3 0+0     | LAP 20:39.5 22:14.5 25:48.6               |         |